# 田口省吾
田口 省吾（たぐち せいご、1897年5月25日 - 1943年8月14日）は、日本の画家。

## 人物
田口掬汀の三男として秋田県角館町に生まれる。麻布中学校、東京美術学校洋画科卒業。在学中は藤島武二に、1923年からは石井柏亭に師事。第2回中央美術社展に「薔薇」が初入選。第10回二科展に「漁夫の娘」が入選。1929年から1932年までフランス留学。1932年二科会会員に推挙。1943年8月14日、胸部疾患のため死去。
息子は作家の高井有一。高井の『夢の碑』に、河西珊吾として登場する。
歌手の淡谷のり子の学費を捻出するなどサポートなどをしていた。

## 主要作品
- 岩礁（1930年代作、秋田市立千秋美術館所蔵）
- 街の音楽（1931年作、秋田県立近代美術館所蔵）
- 見物席
- 雨後の山
- 晴れた海